# Young Sherlock: The Mystery of the Manor House
Young Sherlock: The Mystery of the Manor House és una sèrie de televisió britànica sobre la joventut de Sherlock Holmes. Es compon de 8 capítols d'uns 25 minuts cadascun. Va ser produïda per ITV Granada, estrenada el 31 d'octubre del 1982 i finalitzada el 19 de desembre del mateix any. La direcció va anar a càrrec de Nicholas Ferguson, la producció de Pieter Rogers i el guió de Gerald Frow.
Malgrat que no hi va haver seqüela televisiva, Gerald Frow va escriure'n una de literària per a l'editorial Dragon Granada, comercialitzada el 1984 sota el títol Young Sherlock: The Adventure at Ferryman's Creek.

## Sinopsi
Sherlock Holmes, aleshores un mer estudiant de 17 anys, torna a cals pares perquè el centre on estudia ha tancat a causa d'una epidèmia de febre tifoide. Però quan arriba a la dita mansió, uns esdeveniments misteriosos el posen en alerta i en desperten el sentit de l'observació.

## Elenc
- Guy Henry com a Sherlock Holmes
- June Barry com la senyora Turnbull
- Tim Brierley com a John Whitney
- Donald Douglas com el coronel Turnbull
- Heather Chasen com a tia Rachel
- John Fraser com a oncle Gideon
- David Ryder-Futcher com a Doctor Sowerbutts
- Christopher Villiers com a Jasper Moran
- Lewis Fiander com a Ranjeet
- Eva Griffith com a Charity

- Jane Lowe com la senyora Cunliffe
- Zuleika Robson com a Charlotte